# Party All the Time
Party All the Time – singiel z albumu How Could It Be nagrany przez aktora i komika Eddiego Murphy w roku 1985, napisany i wyprodukowany przez Ricka Jamesa oraz Kevina Johnstona.
W roku 2006 przez DJ Sharama został wydany remiks pod tytułem „PATT” co jest skrótem od nazwy piosenki (Party All The Time).